# Camp Lazlo
Camp Lazlo (El campamento de Lazlo en Hispanoamérica y Campamento Lazlo en España) es una serie de animación estadounidense creada por Joe Murray para Cartoon Network. El show presenta a un mono scout en un campamento de verano donde conviven varios animales. Se caracteriza con un humor tipo "retro" y absurdo similar a las series anteriores creadas por él, como La vida moderna de Rocko, usando juegos de palabras y la reiteración de chistes.
Camp Lazlo fue producida por Cartoon Network Studios. Su estilo de humor es similar a la serie de Nickelodeon La vida moderna de Rocko, que Murray también creó y en la que trabajó. La serie se estrenó en Cartoon Network el 8 de julio de 2005 y duró cinco temporadas que comprenden 61 episodios y el especial de televisión de una hora, Where's Lazlo?. El episodio final se emitió el 27 de marzo de 2008. Durante su emisión, la serie ganó tres premios Primetime Emmy y tres premios Pulcinella, y fue nominada a otro premio Emmy y a un premio Annie.

## Escenario
La acción se desarrolla a orillas del Lago Goteras, en donde funciona un campamento de verano llamado Camp Kidney (Campamento Riñón en Hispanoamérica y Campamento Guisante en España), en donde hay toda clase de actividades para campistas. Cerca de allí hay un campamento para chicas llamado Acorn Flats (Planicie Bellota en Hispanoamérica y Enclave Bellota en España) y, más allá, hay un pueblo llamado "Pinos espinosos" (Espinar del Pino en España). En esos lugares es donde Lazlo, un mono araña optimista y amable, y sus amigos pasan por diversas aventuras en un contexto surrealista.

## Personajes

### Protagonistas
- Lazlo: Es un mono araña brasileño amante de la diversión que siempre está muy alegre. Dentro del campamento, vive en la cabaña Jalea/Gelatina junto a sus 2 mejores amigos: Raj y Clam. Es muy simpático y positivo, lo que resulta en ocasiones molesto. Le gusta a Patsy, una mangosta exploradora y aprecia la naturaleza más que cualquiera, y suele adoptar a los animales que encuentra en el bosque. Tiene un miedo intenso a los payasos. Es el único que piensa bien de todas las personas. Es muy afectuoso y siente que su labor es ayudar a los otros. En un capítulo se demuestra que tiene una  (sanguijuela) llamada "Lamar" y en otro una serpiente de mascota llamado "Serpi".
- Raj: Es un sabio elefante indio hindú asustadizo, es adicto a los malvaviscos (en España, las nubes de azúcar). Es muy neurótico y aunque intenta ser la voz de la razón del trío, siempre acaba siendo arrastrado a sus locuras e incluso él las provoca. Sueña con ser un gran DJ.

Su frase cuando está triste o asustado es: "¡¡No soy niña!!".
- Clam: (Rino en Hispanoamérica o Palique en España) es un rinoceronte albino pigmeo que habla poco, algunas veces solo repite las últimas palabras de una oración que diga Lazlo o Raj. En varios capítulos se demuestra que es bastante inteligente.
- Edward: También llamado "Eduardo", es un ornitorrinco algo bravucón y de personalidad bipolar que no soporta a Lazlo aparentemente, pero en realidad le tiene envidia e incluso aprecio por él. Nunca sonríe, y aunque no lo demuestre es gran amigo de Chip y Skip, sus compañeros de cabaña.
- Chip y Skip: Son dos hermanos escarabajos peloteros apestosos, despistados y poco inteligentes. Son los mejores amigos de Edward.
- Samson: Es un conejillo de indias hipocondríaco obsesionado con la limpieza. Tiene todo tipo de alergias y al parecer es el más desafortunado de todo el campamento.
- Dave y Ping Pong: Son dos pavos y hermanos idénticos que suelen ser muy similares ante sus comportamientos entre sí. Directores del diario "El Frijol" y compañeros de cabaña de Samson, aunque ellos nunca le presten atención. Son los mejores amigos de Samson.
- Personajes secundarios: Éstos son anónimos y aparecen en muy pocas ocasiones, está conformado por una ardilla, una foca, un cerdo un oso pequeño, etc.

### Personal del Campamento Riñón/Guisante
- Profesor Lumpus/Jefe de Grupo Lerdus: Es el jefe que dirige el campamento riñón, un alce egocéntrico. Está perdidamente enamorado de Jean Candor/la Srita. Candor, y al final del programa consigue revelarle su amor y casarse con ella. Pero al final de la serie se revela que el no es el jefe del campamento, sino un impostor.
- Slinkman: (Banano en Hispanoamérica y Baboso en España) es una babosa trabajadora y simpática, y segundo al mando en el campamento riñón. Siempre muestra un gran desempeño a diferencia del Profesor Lumus.
- Comandante Hoo-Ha/Bulla: El jefe bravucón del Profesor Lumpus y padre de Patsy. Es muy estricto y se comporta como un oficial de la armada, aunque también tiene un lado suave.
- Chef McMuesli: El cocinero francés del campamento riñón, le gusta hacer comida sana, por lo que es celoso de las provisiones de la nevera. En especial tiene bajo llave las golosinas y gaseosas.
- Enfermero Leslie: El enfermero del campamento riñón, por un tiempo fue enfermero en el campamento de las niñas debido a conflictos con el Profesor Lumpus porque no quería que se sentara con él y los demás instructores a la hora del almuerzo, aunque regresa al campamento al final.
- Verdadero lider: Es el verdadero jefe que dirige el campamento. Aparece al final de la serie.

### Personal del Campamento Ardilla/Campamento de las Ardillas
- Patsy Smiles: (Patsy Sonrisas en Hispanoamérica) es una mangosta francesa y muy activa, hija del Comandante Hoo-Ha y que tiene un enamoramiento obsesivo en Lazlo. Ella se avergüenza ante las demás exploradoras a exhibir su afecto hacia Lazlo, pero le ha dado a demostrar al propio Lazlo sus sentimientos en más de una ocasión, y por lo visto Lazlo parece corresponderle dichos sentimientos. Tal como sus amigas y el resto de las ardillas Bellotas ama rotundamente a los unicornios. Suele ser una gran atleta, en especial en la lucha. Curiosamente se demostró que es alérgica al queso y en un episodio se menciona que es cazadora de serpientes, especialmente cuando Lazlo tiene una serpiente llamada "Serpi" como mascota. Sus 2 amigas son Nina y Gretchen.
- Nina: Es una jirafa simpática y muy inteligente, aunque más bien tiene comportamiento de nerd. Ella no soporta el hecho de que éste destinada a estar junto a Chip y Skip por su torpeza sobre la base de un juego que usaron ellas y sus amigas. Sueña con recorrer el espacio, y está obsesionada con hacer contacto con seres de otro planeta.
- Gretchen: Es una cocodrila ruda, fuerte y de mal genio. Está enamorada secretamente de Edward. Por un corto intervalo permaneció enamorada de Rino.
- Amanda: Es una búho, la cual no sabe la definición de "bonita", ella se considera única y especial. Es tímida, aparentemente inteligente, ingenua y de gran actitud. Es muy similar a Samson en aspecto y comportamiento. Se mencionó que tiene un tronco como mascota.
- Señorita Jean Kanady Candor: Es una cierva feliz y positiva pero algo despistada, y enamoradiza. Es de nacionalidad francesa. Fue mencionado que ella fue anteriormente señorita Frú-Frú y al parecer resulta ser sofisticada y algo pretenciosa. Al final de la serie se casa con el Profesor Lumpus aunque durante la serie tuvo varios amores pasajeros con los que llegó al compromiso.
- Señorita Saimi Marcus: Es una jabalina ruda que no se lleva bien con todo el resto del campamento riñón. Según ella todos los niños son extraños debido a que vienen de Marte. Durante mucho tiempo Marcus se adueñaba de todos los juguetes pertenecientes a niños del campamento riñón que caían a su casa rodante, pero esto cambio una vez que Rino, Lazlo y Raj recuperan todo, en un capítulo se revela que es calva.

## Episodios
La serie tuvo 5 temporadas. El primer episodio de la primera temporada de la serie se estrenó el 8 de julio de 2005. La fecha final del show de la última temporada fue el 27 de marzo de 2008. Durante el desarrollo de la serie también contó el estreno de 2 especiales y 14 cortos.
| Temporada | Temporada      | Segmentos      | Episodios      | Episodios      | Emisión original        | Emisión original         |
| Temporada | Temporada      | Segmentos      | Episodios      | Episodios      | Primera emisión         | Última emisión           |
| --------- | -------------- | -------------- | -------------- | -------------- | ----------------------- | ------------------------ |
|           | Piloto         | Piloto         | Piloto         | Piloto         | 10 de agosto de 2004    | 10 de agosto de 2004     |
|           | 1              | 26             | 13             | 13             | 8 de julio de 2005      | 16 de septiembre de 2005 |
|           | 2              | 25             | 13             | 13             | 1 de octubre de 2005    | 29 de junio de 2006      |
|           | 3              | 25             | 13             | 13             | 4 de julio de 2006      | 23 de febrero de 2007    |
|           | Where's Lazlo? | Where's Lazlo? | Where's Lazlo? | Where's Lazlo? | 18 de febrero de 2007   | 18 de febrero de 2007    |
|           | 4              | 22             | 11             | 11             | 25 de mayo de 2007      | 29 de agosto de 2007     |
|           | 5              | 17             | 9              | 9              | 3 de septiembre de 2007 | 27 de marzo de 2008      |
|           | Cortos         | N/A            | 14             | 14             | 9 de noviembre de 2006  | 7 de enero de 2008       |

## Reparto
| Personaje                   | Actor original (EE. UU.) | Actor de doblaje (Hispanoamérica) | Actor de doblaje (España) |
| --------------------------- | ------------------------ | --------------------------------- | ------------------------- |
| Lazlo                       | Carlos Alazraqui         | Óscar Flores                      | Carlos Lladó              |
| Clam                        | Carlos Alazraqui         | José Gilberto Vilchis             | Enrique Henández          |
| Raj                         | Jeff Bennett             | Víctor Ugarte                     | José Javier Serrano       |
| Profesor Lerdus             | Tom Kenny                | Roberto Mendiola                  | Ricky Coello              |
| Edward                      | Doug Lawrence            | Luis Alfonso Mendoza              | Ramón Canals              |
| Chip                        | Steve Little             | Igor Cruz                         | -                         |
| Skip                        | Steve Little             | Gustavo Melgarejo                 | -                         |
| Enfermera Leslie            | Doug Lawrence            | Jorge Ornelas (1.ª voz)           | -                         |
| Enfermera Leslie            | Doug Lawrence            | Andrés García (2.ª voz)           | -                         |
| Baboso                      | Tom Kenny                | Javier Rivero                     | Javier Viñas              |
| Samson Clogmeyer            | Jeff Bennett             | Ernesto Lezama                    | -                         |
| Dave                        | Doug Lawrence            | Carlos Hernández                  | -                         |
| Dave                        | Doug Lawrence            | Óscar Flores                      | -                         |
| Ping Pong                   | Doug Lawrence            | José Arenas                       | Javier Viñas              |
| Fred (Harold)               | Steve Little             | Herman López                      | -                         |
| Chef Heimlich McMuesli      | Carlos Alazraqui         | Sebastián Llapur                  | -                         |
| Patsy Smiles                | Jodi Benson              | Norma Echevarría                  | -                         |
| Patsy Smiles                | Jodi Benson              | Mariana Ortiz                     | Vilches Roser             |
| Nina J. Neckerly            | Jill Talley              | Isabel Martiñón                   | Pilar Morales             |
| Gretchen                    | Jill Talley              | Claudia Motta                     | Teresa Manresa            |
| Amber                       | Tara Strong              | Mayra Arellano                    | -                         |
| Srta. Candor                | Jodi Benson              | Elena Ramírez                     | Rosa Pastó                |
| Srta. Marcus                | Jill Talley              | Lourdes Morán                     | -                         |
| Comandante Hoo Ha           | Jeff Bennett             | José Luis Orozco                  | -                         |
| Almondine "Amanda" Nestelle | Jodi Benson              | Mayra Arellano                    | -                         |
| Larry                       | Steve Little             | Antonio Gálvez                    | -                         |
| Limiento                    | Steve Little             | Antonio Gálvez                    | -                         |
| Louie                       | Steve Little             | Christian Strempler               | -                         |
| Lenny                       | Steve Little             | Rafael Pacheco                    | -                         |

## Producción

### Desarrollo
Después de que La vida moderna de Rocko concluyó la producción en 1996, el creador de la serie Joe Murray mantuvo un cuaderno de ideas para programas de televisión y libros. Murray atribuye algunos de sus mejores recuerdos a los días en el campamento de verano; Murray dijo que asistió a un campamento de verano todos los veranos durante "4 o 5 años seguidos" y que "realmente no podía entender lo de la exploración". También describió los dibujos animados con entornos pastorales, como los dibujos animados de Bugs Bunny de las series Looney Tunes y Merrie Melodies y el Oso Yogui, como si tuvieran un efecto "calmante" debido a los fondos llenos de árboles. En ese momento creía que aparecían demasiados temas futuristas en los medios y la literatura, por lo que deseaba crear una serie que "volviera a la naturaleza". Murray también se inspiró en la serie de dibujos animados Camp Candy, de John Candy, con temática de campamentos de verano.
Camp Lazlo se originó a partir del concepto de una serie de libros infantiles relacionados con el campamento de Murray que, según él, "superó su medio". A medida que Murray desarrolló el concepto, sintió que sus "personajes lunáticos querían vivir" y decidió que una historia simple no podía albergar suficientemente a sus personajes. Murray deseaba crear una serie sobre un grupo de niños sin "estímulos de alta tecnología" y "en la naturaleza".
Linda Simensky, que había trabajado anteriormente con Murray en La vida moderna de Rocko, desde entonces se mudó a Cartoon Network y llamó a Murray para solicitar una nueva serie. Después de una vacilación inicial, Murray le envió a Simensky la idea de un programa con el título provisional de 3 Beans. Simensky "pensó que sonaba demasiado a ensalada", por lo que Murray cambió el nombre a Camp Lazlo. Cuando se dio la aprobación, Murray decidió producir el programa en Cartoon Network Studios y su estudio Joe Murray Productions, y contrató a Mark O'Hare como coproductor.
Según Murray, inicialmente se había dado luz verde para producir a Lazlo y luego se había revocado, dejando a Murray y Mark O'Hare "cabreados" y "deprimidos". Murray creía que la serie no "vendía completamente" a un ejecutivo y trabajó para que la serie recibiera la aprobación definitiva. La producción de Camp Lazlo comenzó en 2004 y finalizó en 2007; En noviembre de 2007 comenzó la producción final de la serie. Más tarde, la serie tendría escritores que crearían sus propios programas, como Thurop Van Orman, quien luego creó Las maravillosas desventuras de Flapjack en 2008, y J. G. Quintel, quien luego creó Regular Show en 2010 y Close Enough en 2020.

### Escritura

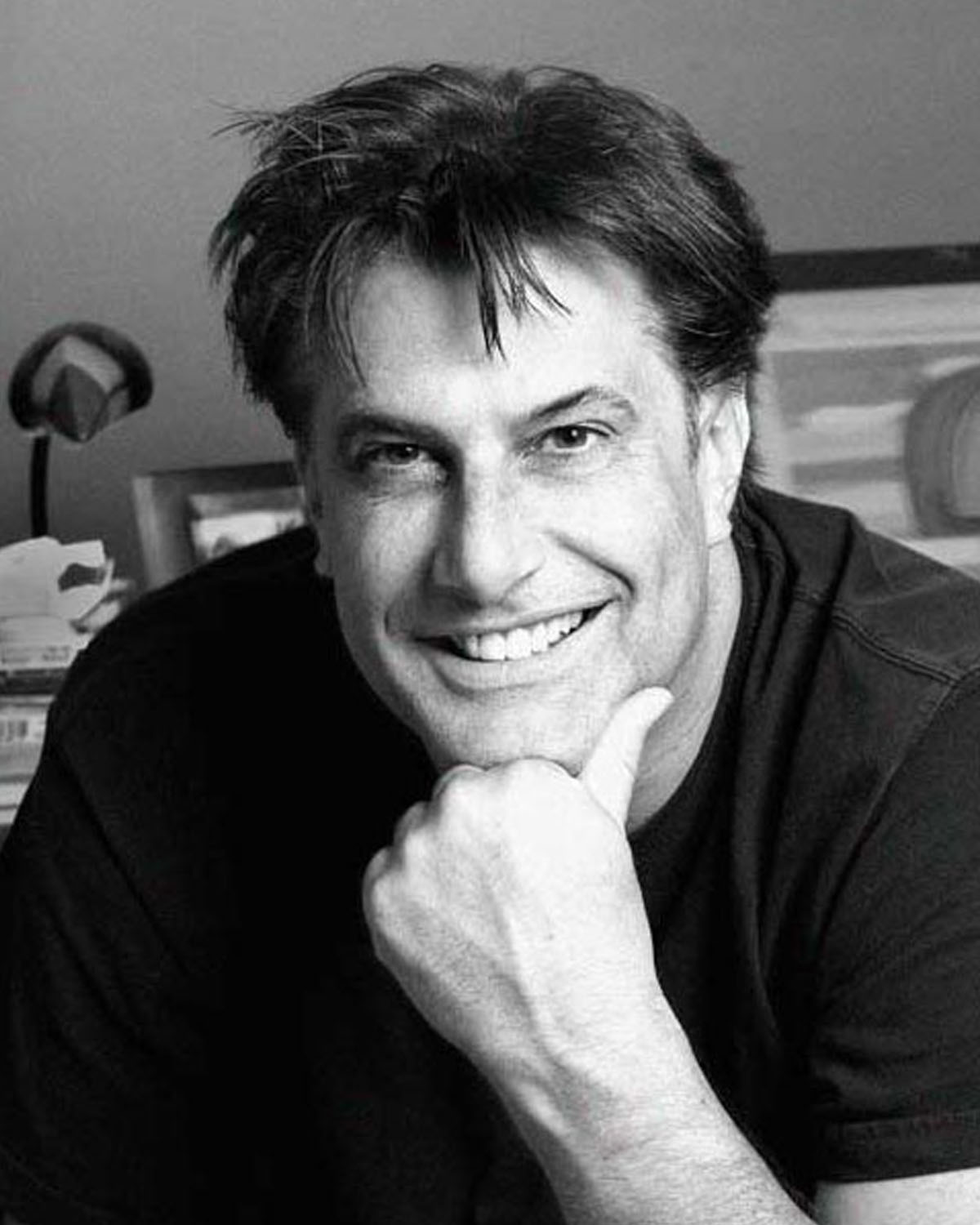
Joe Murray, el creador de Camp Lazlo.

Murray sintió que Camp Lazlo atrajo con éxito a los niños más pequeños porque sus experiencias previas con sus propios hijos le ayudaron a determinar detalles que los niños encontraban divertidos. Murray dijo que resistió el impulso dentro de él de microgestionar la producción y, en cambio, aprobó aspectos y contribuciones relacionados con el programa. Dijo que tuvo "mucho tiempo de preproducción" y, por lo tanto, los detalles se establecieron antes de que el programa se transmitiera por televisión. Sus principales filosofías expresadas en el programa incluyen la frase "sé quien eres" y que uno debe cuestionar la autoridad a menos que el tema sea "un tema de seguridad". Murray dijo que evita enviar "mensajes" a los niños y que esperaba que su programa de televisión no contuviera "demasiados mensajes".
Murray pidió a muchos miembros del personal que participaron en la creación de La vida moderna de Rocko que regresaran y realizaran tareas para Camp Lazlo, y describió su táctica principal para atraer a la tripulación como "coerción". Murray quería el equipo de La vida moderna de Rocko porque "conoce mi sensibilidad" y adquirió diez años de experiencia. En este espectáculo han trabajado miembros del equipo de La vida moderna de Rocko, como Robert Scull o Peter Burns. Para la primera temporada, Murray contrató, entre otros, al guionista de comedia Martin Olson, que había colaborado con Murray en algunas de las historias más exitosas de La vida moderna de Rocko.

### Animación
Murray dijo que le gustan los libros de cuentos y las obras de Pablo Picasso y Henri Matisse; los estilos influyeron en el estilo visual de Camp Lazlo. También describe a los "grandes artistas de cómics" como importantes para él y para Mark O'Hare. El equipo creó algunos fondos usando "Acryl Gouache", una mezcla de pintura acrílica y gouache. Rough Draft Studios, un estudio surcoreano, produjo las imágenes de Camp Lazlo.

### Actuación de voz
Murray le pidió a Tom Kenny, quien había dado voz a Heffer en La vida moderna de Rocko, que le diera voz a los personajes porque Murray sentía que Kenny "agrega escritura a sus papeles" y "aporta mucho". Murray buscó un "timing cómico" en sus actores de voz y, por lo tanto, utilizó muchos comediantes y sketches. Carlos Alazraqui, quien previamente había dado voz a Rocko y Spyro the Dragon (un papel que casualmente sería asumido por Kenny), le da voz a Lazlo. Mr. Lawrence, quien expresó a Filburt, le da voz a Edward and the Loons.

### Música
El tema de apertura, "Lazlo Was His Name-O", se basó en la canción popular infantil "Bingo". Fue adaptado por el músico, compositor y productor Andy Paley, con Joe Murray escribiendo la nueva letra. Paley también compuso la banda sonora del programa; su partitura incluye canciones originales del campamento, bluegrass y swing de vaquero. Murray explicó que el equipo solía utilizar "instrumentos extraños" como tablas de lavar y la sierra musical. Además de la banda sonora de Paley, el programa también utilizó muchas pistas de la biblioteca de APM Music.

## Recepción
Ray Richmond de The Hollywood Reporter publicó su reseña de la serie el 7 de julio de 2005. Richmond dijo que su hijo disfrutó el espectáculo pero no pidió volver a verlo. Richmond dijo que el programa es "una forma muy animada, agradable y segura para que un niño espectador pase media hora". Richmond dijo que el programa tiene demasiado humor "conscientemente precioso"; El crítico dijo que el rasgo puede no tener en cuenta a los niños y los describió como "exigentes y no discriminatorios al mismo tiempo".
Ginia Bellafante de The New York Times dijo que si se volvió "socioanalítica sobre la empresa Lazlo", Camp Kidney parece ser un sustituto de "nuestra cultura de paternidad obsesiva".
Kathie Huddleston, reportera del Science Fiction Weekly, hizo una reseña favorable de Camp Lazlo.
The Atlanta Journal-Constitution revisó la serie y le dio una "A".
Joly Herman de Common Sense Media publicó una reseña del programa en Go.com. Herman describe el humor utilizado en Camp Lazlo como un "programa impredecible para los espectadores más jóvenes". Herman le dio al programa dos estrellas de cinco.

### Premios y nominaciones
| Año  | Premio                 | Categoría                                                           | Nominado                         | Resultado |
| ---- | ---------------------- | ------------------------------------------------------------------- | -------------------------------- | --------- |
| 2006 | Premios Primetime Emmy | Excelente programa animado (para programación de menos de una hora) | "Hello Dolly/Overcooked Beans"   | Nominado  |
| 2006 | Pulcinella Awards      | Mejor serie animada para niños                                      | Joe Murray                       | Ganador   |
| 2006 | Pulcinella Awards      | Mejor serie animada para todas las edades                           | Joe Murray                       | Ganador   |
| 2006 | Pulcinella Awards      | Mejor personaje (Lazlo)                                             | Joe Murray                       | Ganador   |
| 2007 | Premios Annie          | Mejor diseño de producción en un producto televisivo animado        | Sue Mondt por "Hard Days Samson" | Nominado  |
| 2007 | Premios Primetime Emmy | Programa animado excepcional (para programación de una hora o más)  | Where's Lazlo?                   | Ganador   |
| 2007 | Premios Primetime Emmy | Individuo destacado en animación                                    | Sue Mondt por "Squirrel Secrets" | Ganador   |
| 2008 | Premios Primetime Emmy | Destacados programas animados de formato corto                      | "Lazlo's First Crush"            | Ganador   |

## Otros medios

### Videojuegos
Un juego de Creative Entertainment está en Game Boy Advance, llamado Camp Lazlo: Leaky Lake Games, y ha sido estrenado para la fecha 1 de diciembre de 2006 y hay un juego en la página web de Cartoon Network, llamado Scouts saltarines, entre muchos otros.